# Bataclan
O Bataclan é uma sala de espetáculos localizada no 11.º arrondissement de Paris, na França. Foi construído em 1864 pelo arquiteto Charles Duval. O seu nome refere-se a "Ba-Ta-Clan", uma opereta de Jacques Offenbach.

## História
O Bataclan originou-se como um grande café-concerto no estilo Chinoiserie, inspirado na arquitetura chinesa, com o café e teatro no térreo, e um grande salão de dança no nível do primeiro andar. Ele abrigou vaudevilles de Scribe, Bayard, Mélesville e Dumersan, bem como concertos.

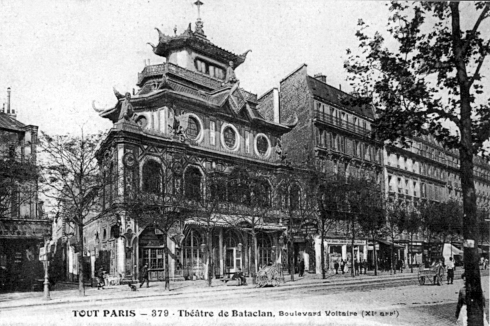
Cartão postal do Bataclan em 1900

A instituição abriu as suas portas no dia 3 de fevereiro de 1865, sendo comprada quase imediatamente por André-Martin Pâris. Durante a guerra franco-prussiana (1870-1871), suas salas foram utilizadas para abrigar feridos. Em 1881, Bigot inventou, na casa, o instrumento musical conhecido como "bigofone". Em 1883, apresentou seu primeiro teatro de revista, e, dois anos mais tarde, sua primeira opereta. Foi comprada pelo cantor Paulus em 1892. No decurso dos anos seguintes, o prédio viu boa e má sorte, devido às várias mudanças de proprietário. Após 1910, a casa viu um reavivamento, graças a uma recuperação do auditório e um programa dedicado exclusivamente para revistas montadas principalmente por José de Bérys. Foi aqui que Maurice Chevalier viu seus primeiros sucessos. Embriagado pelo sucesso, a trupe do Bataclan visitou a América do Sul com grandes shows que se mostraram, no entanto, financeiramente desastrosos.
Em 1926, o auditório foi vendido e transformado num cinema. No ano seguinte, foi transformado num teatro por Henri Varna. Em 1932, voltou a ser um cinema. Em 1933, foi vítima de um incêndio. O edifício original foi parcialmente destruído em 1950 para ajustá-lo a novas medidas de segurança em vigor. Em 1969, o cinema foi fechado e o auditório voltou a ser uma sala de espetáculos.
O Bataclan é conhecido hoje por um programa bastante eclético de eventos, incluindo shows de rock e pop, espetáculos, stand-up comedy, discotecas e café-teatro. Em 2006, sua fachada foi pintada nas suas há muito perdidas cores originais, embora seu telhado pagode original não exista mais.

### Ataques de novembro de 2015

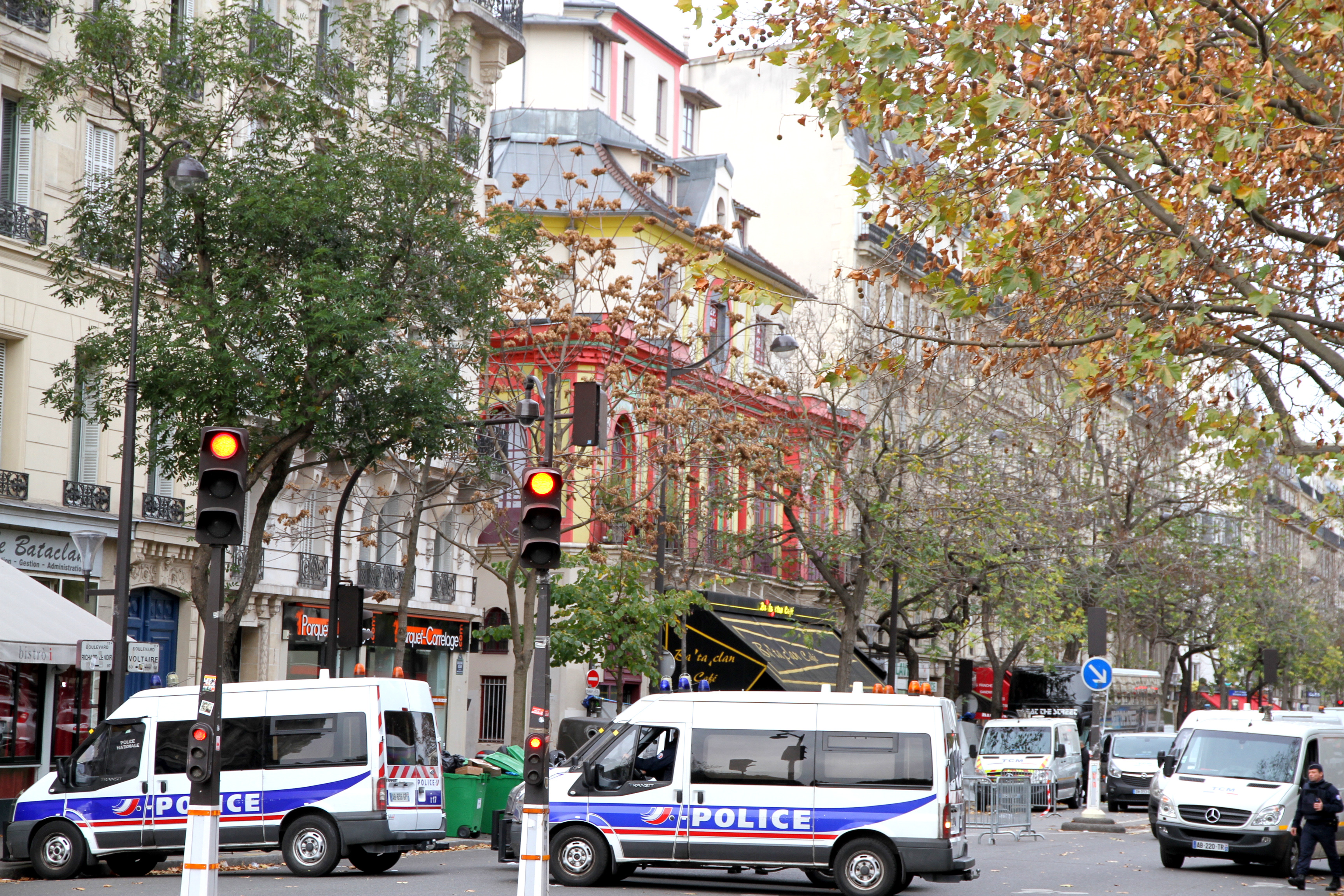
O Bataclan após o atentado de 2015.

Na noite de 13 de novembro de 2015 a casa de espetáculos sofreu um atentado terrorista, reivindicado pelo Estado Islâmico do Iraque e do Levante, quando decorria um concerto da banda norte-americana Eagles of Death Metal. Na sala de espetáculos morreram 90 pessoas. O ato foi executado por pelo menos quatro terroristas, dos quais três se suicidaram com explosivos e um foi abatido pela polícia. O ataque fez parte de uma série de ataques simultâneos em Paris e às proximidades do Stade de France, local onde ocorria uma partida amistosa entre as seleções da França e Alemanha.
Voltou a abrir portas em 12 de novembro de 2016, com um concerto do cantor britânico Sting. No dia seguinte, dia 13, assinalou-se o primeiro aniversário dos atentados. Neste dia foi realizada uma homenagem na sala de espetáculos que contou com a presença dos Eagles of Death Metal, a banda que atuava no Bataclan no momento dos atentados.

## Influência
A casa inspirou a criação de uma casa de espetáculos homônima em Ilhéus, no Brasil, que teve o seu auge entre 1926 e 1938 e que foi retratada e imortalizada nos romances do escritor Jorge Amado.